# 191 v.Chr.
Het jaar 191 v.Chr. is een jaartal volgens de christelijke jaartelling. 

## Gebeurtenissen

### Italië
- In Rome wordt Publius Cornelius Scipio Africanus, door de Senaat benoemd tot opperbevelhebber van het Romeinse leger en maakt met zijn broer Lucius Cornelius Scipio plannen voor een veldtocht in Klein-Azië.

### Griekenland
- Een Romeins expeditieleger valt Thessalië binnen en verslaat de Seleuciden in de bergpas bij Thermopylae.
- Antiochus III de Grote vlucht met zijn leger naar Chalkis (Euboea) en trekt zich over zee terug naar Efeze aan de Ionische kust.

### Klein-Azië
- De Romeinse vloot beheerst met Pergamon en Rhodos de Egeïsche Zee, Antiochus III stuurt Hannibal Barkas naar Lycië om een vloot op te bouwen.

### Perzië
- Priapitius (191 - 176 v.Chr.) volgt Arsaces II op als koning van het Parthië.

## Geboren
- Ptolemaeus VI Philometor (~191 v.Chr. - ~145 v.Chr.), farao van Egypte

## Overleden
- Arsaces II, koning van Parthië